# Coral Trekker
Le Coral Trekker est un brick-goélette construit en Norvège en 1939. C'est désormais un voilier charter australien de la flotte Sydney Harbour Tall Ships comprenant aussi les voiliers Southern Swan et Soren Larsen et le vieux ferry Wangi Queen.

## Histoire
Il participera à la Sydney-Auckland Tall Ships Regatta 2013.